# Filippo Severati
Filippo Severati (Roma, 4 aprile 1819 – Roma, 14 agosto 1892) è stato un pittore italiano, virtuoso esecutore della pittura a smalto su lava.

## Biografia
Il Severati fu un ottimo disegnatore e incisore; si era formato a Roma presso l'Accademia di San Luca, allievo seconda generazione del pittore Tommaso Minardi: divenne membro della commissione artistica della Calcografia Camerale ove sono conservati i suoi disegni.
Nel marzo 1983 il fotografo Claudio G. Pisani pubblicò sulla rivista "Frigidaire" un articolo con molte foto dei dipinti del pittore. Lo stesso fotografo, inoltre, trovò presso l'Archivio di Stato il brevetto del pittore "sulla pittura a fuoco su supporto di porcellana e lava vulcanica", a seguito del quale, Papa Pio IX aveva insignito Severati del titolo di "Porcellanista":
tale tecnica ha permesso la quasi perfetta conservazione di quasi tutte le opere di Filippo Severati giunte fino a noi.
La maggior parte di tali opere si può ammirare ancora oggi presso il Cimitero Monumentale del Verano di Roma: non a caso, Severati è conosciuto anche con lo pseudonimo de "il pittore del Verano". A distanza di oltre 140 anni e malgrado le intemperie climatiche, i ritratti funebri eseguiti da Filippo Severati sono giunti fino a noi in condizioni pressoché perfette, meravigliosamente ben conservate e con i colori ancora vividi e luminosi.
Le spoglie mortali di Filippo Severati riposano allo stesso Cimitero del Verano. Così recita l'epitaffio inciso sopra il monumento funebre dedicato a Filippo Severati:

## Opere
Alcuni Medaglioni sono stati segnalati presso i cimiteri di Arezzo, Orvieto e in provincia di Ascoli Piceno; un ritratto di un giovane sposo morto a 21 anni è stato ritrovato nelle Basilica di Gallese (provincia di  Viterbo). Il primo ritratto ad essere stato esposto è quello di Anna Bisori nel cimitero di Frascati. Anche nel cimitero di Frosinone ci sono 2 ritratti del Severati ed altri 3 nel cimitero di Accumuli  ancora altri 2 al cimitero di Ceccano , nel comune di Segni  un altro ritratto di Maria Valenzia  sposata con Antonio Severati è benefattrice  del vecchio ospedale è presente al suo interno , altri 2 sono stati individuati in un negozio di antiquariato di Senigallia ,un altro presso ISMA di Roma che conserva anche il dipinto ad olio dello stesso ritratto , importanti due ritratti ritrovati recentemente  presso la Chiesa Santa Maria in Aquirio uno dei due riporta la dicitura " dal vivo" 
Alcune opere dell'Artista presenti al cimitero del Verano potrebbero essere  state trafugate..
Unica opera pubblica esterna del Severati del 1863 nel Tiburio dell ospedale in Santo Spirito in Saxia 
8 Stemmi dei Papi da Innocenzo III a Pio IX  1 metro diametro circa